# Obrona Rożyszcz
Obrona Rożyszcz — walki obronne we wsi Rożyszcze na Wołyniu przed siłami Ukraińskiej Powstańczej Armii w okresie między sierpniem 1943 a marcem 1944 roku. Ośrodek przetrwał do marca 1944 roku, tj. do zajęcia tych ziem przez Armię Czerwoną.

## Wstęp
W 1937 roku Rożyszcze zamieszkiwało 6 470 mieszkańców. Etnicznie miasto było zdominowane przez Żydów, którzy stanowili 63% populacji. Pozostałymi mieszkańcami byli Polacy, Ukraińcy i Niemcy. Podczas niemieckiej okupacji w Rożyszczach stacjonował garnizon niemiecki, wspierany również przez siły węgierskie. W ostatnich dniach czerwca 1941 roku doszło do pogromu Żydów z udziałem Ukraińców. Następnie w mieście utworzono getto, które zlikwidowano w 1942 roku. Likwidacji getta towarzyszyły masowe zbrodnie na ludności żydowskiej, dokonywane przez Niemców.

## Obrona Rożyszcz
Pod koniec 1942 roku, w ramach działalności konspiracyjnej Obwodu AK Kiwerce, utworzono odcinek Rożyszcze, o kryptonimie „Koło”. Dowódcą tej jednostki został miejscowy nauczyciel, podchorąży Jan Garczyński, ps. „Gryf” i „Lama”. Grupa samoobrony w Rożyszczach liczyła 130 osób. Jan Garczyński zorganizował system samoobrony, obejmujący wiele okolicznych miejscowości m.in. Elżbietyn, Retówkę, Wasylówkę. Dzięki aktywności odcinka „Koło”, który wielokrotnie odpierał ataki bojówek UPA, uratowano wielu Polaków.
Ze względu na obecność niemieckich i węgierskich sił oraz zorganizowaną samoobronę, do Rożyszcz napływali polscy uciekinierzy nawet z odległych miejscowości. Dodatkowo, w Rożyszczach istniał oddział Schutzmannschaften, zorganizowany przez Niemców do ochrony swoich obiektów, w którym służyli Polacy.
W sierpniu 1943 Polacy z Rożyszcz pracujący w polu odparli przy pomocy samoobrony z Kopaczówki atak bojówki UPA. Tego samego miesiąca, w odpowiedzi na ostatnią akcję UPA Polacy spalili ukraińskie wsie Swóz i Sołtysy, zabijając kilkudziesięciu Ukraińców, w tym cywilów. W styczniu 1944 roku samoobrona z Rożyszcz spaliła wieś Trościanka, zabijając około trzydziestu Ukraińców. Samoobrona w Rożyszczach, podobnie jak samoobrony w pobliskich miejscowościach (Rafałówka, Komarówka, Kolonia Wiszniów, oraz Antonówka) przetrwała do nadejścia Armii Czerwonej oraz odparła wszystkie ataki przeprowadzone przez upowców.

## Dalsze wydarzenia
W marcu 1944 po zajęciu wsi przez Sowietów doszło do rozwiązania odcinka „Koło” .